# Agrias dryas
Agrias dryas är en fjärilsart som beskrevs av Biedermann 1928. Agrias dryas ingår i släktet Agrias och familjen praktfjärilar. Inga underarter finns listade i Catalogue of Life.